# Francisco Giner de los Ríos
Francisco Giner de los Ríos (Ronda, 10 ottobre 1839 – Madrid, 17 febbraio 1915) è stato un pedagogo e scrittore spagnolo noto per essere stato tra i primi fondatori della Institución Libre de Enseñanza (ILE) e successivamente di averne portato avanti il progetto. A lui è stata intitolata la Fundación Francisco Giner de los Ríos.

## Biografia
Nacque a Ronda in provincia di Malaga in Andalusia da una famiglia borghese i cui diversi membri si distinsero nella cultura e nella politica liberale della Spagna. 

Studiò Filosofia a Barcellona e a Granada prima di trasferirsi a Madrid nel 1863 dove subì l'influsso del professore Julián Sanz del Río che proprio l'anno prima aveva introdotto in Spagna le teorie del filosofo tedesco Karl Krause traducendone due testi fondamentali di cui dotò la biblioteca dell'Università madrilena
.
Tenne la cattedra di Filosofia del diritto e di Diritto internazionale all'Università di Madrid dove fu apprezzato per il suo spirito critico ma soprattutto per il suo metodo di insegnamento diventando in breve una figura carismatica, ma anche controversa, dell'ambiente universitario madrileno della sua epoca.
Più che come scrittore è ricordato per essere stato uno dei fondatori nel 1876 della Institución Libre de Enseñanza (ILE) dopo l'epurazione del 1875 dei professori dissidenti di matrice liberal-radicale, fra cui si annovera anche suo fratello Hermenegildo Giner de los Ríos.
Nel 1881 fu riammesso nel suo incarico universitario senza per questo cessare di essere un fervente krausista e repubblicano.
Attraverso questa istituzione privata, la ILE, di cui sarà il direttore e l'anima durante tanti anni, perseguirà il suo ideale pedagogico e anche politico, basato essenzialmente sulla libertà di pensiero e di espressione, rinnovando profondamente in senso moderno la cultura spagnola, i cui effetti si percepiscono ancora oggi.
È anche considerato un precursore della sociologia giuridica.

## Opere
- Lecciones sumarias de psicología (1874)
- Principios de derecho natural (1875)
- Estudios jurídicos y políticos (1875)
- Estudios de literatura y arte (1876)
- Estudios filosóficos y religiosos (1876)
- Estudios sobre educación (1886)
- Estética (1887-1899)[3]
- Educación y Enseñanza (1889)
- Resumen de filosofía del derecho (1898)
- La persona social (1899)
- Estudios de filosofía y sociología (1904)
- Pedagogía universitaria (1905)